# Suzan
Suzan település Franciaországban, Ariège megyében. Lakosainak száma 24 fő (2022. január 1.). Suzan La Bastide-de-Sérou községgel határos.

## Népesség
A település népessége az elmúlt években az alábbi módon változott:
| Lakosok száma | 24   | 19   | 17   | 21   | 24   | 20   | 16   | 14   | 17   | 24   |
|               | 1968 | 1982 | 1990 | 2006 | 2013 | 2015 | 2017 | 2019 | 2020 | 2022 |